# El vell i la mar
El vell i la mar (The Old Man and the Sea en anglès) és una novel·la curta escrita per l'autor nord-americà Ernest Hemingway el 1951 a Cuba i publicada el 1952. Va ser l'última gran obra de ficció escrita per Hemingway que es va publicar durant la seva vida. És una de les seves obres més famoses, i narra la història de Santiago, un pescador cubà envellit que lluita amb un marlí gegant al Corrent del Golf, a la costa de Cuba.
El 1953 el llibre va ser guardonat amb el Premi Pulitzer d'Obres de Ficció, i seria citat pel Comitè del premi Nobel per justificar la concessió del Premi Nobel de Literatura a Hemingway del 1954. És àmpliament reconeguda com una de les obres de ficció més importants del segle xx, i ha estat objecte de diverses adaptacions cinematogràfiques, com la d'Spencer Tracy del 1958 anomenada The Old Man and the Sea.

## Argument
El vell i la mar explica la història d’una batalla entre un pescador experimentat i envellit, Santiago, i un gran marlí. La història comença amb Santiago que ha passat 84 dies sense pescar peixos i ara es veu com un “salao”, la pitjor forma de desgràcia. És tan desafortunat que el seu jove aprenent, Manolín, no ha aconseguit el permís dels seus pares per navegar amb ell, però sí per pescar amb bons pescadors. El noi visita cada nit la barraca de Santiago, transportant les seves arts de pesca, preparant menjar, parlant del beisbol americà i del seu jugador favorit, Joe DiMaggio. Santiago li diu a Manolín que l'endemà s'aventurarà a la riera del golf, al nord de Cuba, a l'Estret de Florida, per pescar, convençut que la seva mala sort ha arribat a la seva fi.
El vuitanta-cinquè dia de la seva desafortunada trajectòria, Santiago porta el seu petit vaixell al corrent del golf, però l'esquer és agafat per un gran peix que està segur que és un marlí. Santiago no té prou força, i és arrossegat per l'animal tot i que aguanta la línia dos dies i dues nits. Ferit per la lluita i amb dolor, Santiago expressa un agraïment compassiu pel seu adversari, sovint es refereix a ell com a germà. També determina que, a causa de la gran dignitat del peix, ningú no es mereix menjar-lo.
El tercer dia, els peixos comencen a donar la volta a l'esquer. Santiago, desgastat i gairebé delirant, fa servir tota la seva força per portar el peix al costat i apunyalar-lo amb un arpó. Santiago lliga el marlí al costat de l'embarcació i se'n va cap a casa, pensant en l'alt preu que el peix li portarà al mercat i en tota la gent que podrà alimentar.
En entrar cap a la costa, els taurons se senten atrets per la sang del marlí. Santiago mata un gran tauró mako amb el seu arpó, però perd l'arma. Fa un nou arpó lligant el ganivet fins al final d’un rem per ajudar a evitar la següent línia de taurons; cinc taurons són assassinats i molts altres són expulsats. Però els taurons continuen arribant i, a la caiguda de la nit, els taurons gairebé han devorat tota la carcassa del marlí, deixant un esquelet format principalment per la seva columna vertebral, la cua i el cap. Santiago sap que està destruït i explica com els taurons han matat els seus somnis. En arribar a la costa abans de l’alba de l'endemà, Santiago lluita fins a la barraca, portant el pesat pal a l'espatlla, deixant el cap de peix i els ossos a la costa. Un cop a casa, s'adorm al llit i cau en un somni profund.
Un grup de pescadors es reuneixen l'endemà al voltant del vaixell on encara queda fixat l'esquelet del peix. Un dels pescadors mesura que fa 18 peus (5.5 m) del nas a la cua. A Pedrico se li dona el cap del peix i els altres pescadors li diuen a Manolín que expliqui al vell la pena. Els turistes de la cafeteria propera el prenen per error com un tauró. Manolin, preocupat pel vell, plora en trobar-lo adormit i amb les mans ferides, i li porta diaris i cafè. Quan el vell es desperta, prometen tornar a pescar junts. En tornar a dormir, Santiago somia amb la seva joventut, amb lleons en una platja africana.

## Context de la publicació
Escrit el 1951, és l’últim treball complet de Hemingway publicat durant la seva vida. El llibre, dedicat a Charlie Scribner i a l'editor literari d'Hemingway Maxwell Perkins, es va publicar simultàniament en forma de llibre amb il·lustracions en blanc i negre de Charles Tunnicliffe i Raymond Sheppard i va aparèixer a la revista Life l’1 de setembre de 1952. La primera edició del llibre va ser de 50.000 exemplars i es van vendre cinc milions de exemplars de la revista en dos dies.
The Old Man and the Sea es va convertir Llibre del Mes i va fer de Hemingway una celebritat. El maig de 1953, la novel·la va rebre el Premi Pulitzer i va ser citada específicament quan el 1954 li van concedir el Premi Nobel de Literatura que va dedicar al poble cubà. L’èxit de The Old Man and the Sea va convertir Hemingway en una celebritat internacional. El vell i el mar s'ensenya a escoles de tot el món i continua generant diners pels drets d’autor.

## Crítica literària
Aquest llibre va servir per revitalitzar la reputació literària de Hemingway i va provocar que es reexaminés tota la seva obra. La novel·la va ser rebuda inicialment amb molta popularitat; va restablir la confiança de molts lectors en la capacitat de Hemingway com a autor. El seu editor, Scribner's, amb una sobrecoberta, va qualificar la novel·la de "nou clàssic", i molts crítics la van comparar favorablement amb obres com la novel·la L'Ós de William Faulkner (1942) i Moby Dick (1851) de Herman Melville.
Diversos crítics assenyalen que Santiago prové de les Illes Canàries i que els seus orígens espanyols influeixen en la novel·la. "Santiago és un espanyol que viu a Cuba", comenta Jeffrey Herlihy, i el seu "jo espanyol és un factor absent però sempre present a la novel·la". Després d’immigrar a Cuba als vint anys, adopta el vestit cubà, les preferències gastronòmiques i “parla dos dialectes de la llengua espanyola”. Cada nit, Santiago somia amb Espanya, i aquesta "reminiscència nostàlgica —que és per a les Illes Canàries, no per a Cuba— evidencia les influències ressonants de la seva identitat espanyola i canària, tot posant en evidència l'experiència migrant del vell com a fonament ocult de la novel·la". La seva biografia té moltes similituds amb la de Gregorio Fuentes, el primer company de Hemingway.

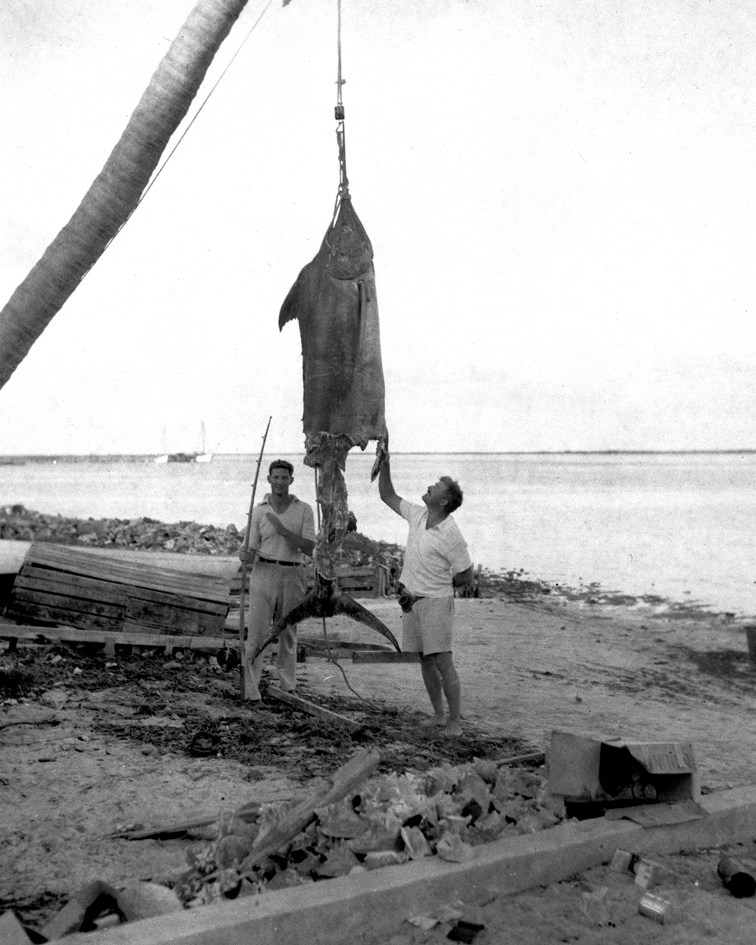
Ernest Hemingway i Henry ("Mike") Strater amb un marlí mig menjat pels taurons abans de poder desembarcar a les Bahames el 1935.

Gregorio Fuentes, que molts crítics creuen que va ser una inspiració per a Santiago, era un home d’ulls blaus nascut a Lanzarote a les Illes Canàries. Després d’anar al mar als deu anys amb vaixells que feien escala als ports africans, va emigrar definitivament a Cuba quan tenia 22 anys. Després de 82 anys a Cuba, Fuentes va intentar recuperar la seva nacionalitat espanyola el 2001. Els crítics han assenyalat que Santiago també tenia almenys 22 anys quan va emigrar d'Espanya a Cuba i, per tant, tenia l'edat suficient per ser considerat immigrant -i estranger- a Cuba.
Hemingway va planejar al principi utilitzar la història de Santiago, que es va convertir en El vell i el mar, com a part d’una intimitat entre mare i fill. Les relacions del llibre es relacionen amb la Bíblia, a la qual va referir-se com "El llibre del mar". Alguns aspectes de la mateixa van aparèixer a la publicació pòstuma de Islands in the Stream (1970). Hemingway esmenta l'experiència real d’un pescador vell gairebé idèntic a la de Santiago i el seu marlí a On the Blue Water: A Gulf Stream Letter (Esquire, abril de 1936).

L'assaig de Joseph Waldmeir de 1957 Confiteor Hominem: La religió de l'home Ernest Hemingway és una lectura crítica favorable de la novel·la, que ha generat consideracions analítiques des de llavors. Potser l’afirmació més memorable és la resposta de Waldmeir a la pregunta: quin és el missatge del llibre?
La resposta suposa un tercer nivell de lectura de El vell i el mar, com una mena de comentari al·legòric sobre tota la seva obra anterior, mitjançant la qual es pot establir que els tocs religiosos de El vell i el mar no són peculiars d’aquest llibre sinó de totes les obres de Hemingway, i que finalment Hemingway ha fet el pas decisiu per elevar el que es podria anomenar la seva filosofia de l'home al nivell d’una religió.
Waldmeir va considerar la funció de les imatges cristianes de la novel·la, sobretot per la referència d'Hemingway a la crucifixió de Crist després de l'observació de Santiago dels taurons quan diu:
"Ay ", va dir en veu alta. No hi ha cap traducció per a aquesta paraula i potser és només un soroll que un home pot fer, involuntàriament, en sentir l’ungla passar-se per les mans i entrar a la fusta.
Un dels crítics més francs de The Old Man and the Sea és Robert P. Weeks. La seva peça de 1962 "Fakery in The Old Man and the Sea " indica que la novel·la és una divergència feble i inesperada de la típica i realista escriptura de Hemingway, i anomena les obres anteriors de Hemingway com les "glòries anteriors". En juxtaposar aquesta novel·la contra les obres anteriors de Hemingway, Weeks defensa:
La diferència, però, en l'eficàcia amb què Hemingway utilitza aquest dispositiu característic en el seu millor treball i en El vell i el mar és il·luminadora. L’obra de ficció en la qual Hemingway va dedicar més atenció als objectes naturals, El vell i el mar, es presenta amb una quantitat extraordinària de falsificacions, extraordinàries perquè s'esperaria no trobar inexactitud ni romanticisme d’objectes naturals en un escriptor. Odiava WH Hudson, no sabia llegir Thoreau, deplorava la retòrica de Melville a Moby Dick i va ser criticat per altres escriptors, sobretot Faulkner, per la seva devoció als fets i la seva falta de voluntat per "inventar".

## Llegat
El 1954, Hemingway va voler donar la medalla d’or al Premi Nobel de literatura al poble cubà. Per evitar donar-la al govern Batista, la va donar a l’Església catòlica per a la seva exhibició al santuari d’El Cobre, una petita ciutat situada fora de Santiago de Cuba on es troba la imatge mariana de la Mare de Déu de la Caritat. La medalla sueca va ser robada a mitjan anys vuitanta, però la policia la va recuperar en pocs dies.
El vell i el mar s'ha adaptat a la pantalla tres vegades: una pel·lícula del 1958 protagonitzada per Spencer Tracy, una minisèrie del 1990 protagonitzada per Anthony Quinn i un curtmetratge d’animació del 1999. També va inspirar la pel·lícula kazakh de 2012 The Old Man, que substitueix el pescador per un pastor que lluita per protegir el seu ramat dels llops. Sovint s'ensenya a les escoles.
El 2003, el llibre apareixia al número 173 de l'enquesta de la BBC The Big Read sobre les 200 "novel·les més estimades" del Regne Unit.